# Didymodon waymouthii
Didymodon waymouthii là một loài Rêu trong họ Pottiaceae. Loài này được (R. Br. bis) R.H. Zander mô tả khoa học đầu tiên năm 1993.